# دومينيك تانغ
دومينيك تانغ (بالصينية: 邓以明) هو قسيس صيني، ولد في 13 مايو 1908 في هونغ كونغ البريطانية في المملكة المتحدة، وتوفي في 27 يونيو 1995 في كونيتيكت في الولايات المتحدة بسبب ذات الرئة.